# Paweł Czapiewski
Paweł Czapiewski (ur. 30 marca 1978 w Stargardzie) – polski lekkoatleta, średniodystansowiec, medalista mistrzostw świata i halowy mistrz Europy.

## Osiągnięcia
Największe sukcesy odnosił w biegu na 800 m. Na Mistrzostwach Świata w Edmonton (2001) zajął trzecie miejsce na tym dystansie. W tym samym roku zajął 4. miejsce na Igrzyskach Dobrej Woli. Startował także na Mistrzostwach Świata w Helsinkach (2005), ale odpadł w półfinale. Już w eliminacjach zakończył się start Czapiewskiego podczas igrzysk olimpijskich w Pekinie (2008).
Był szósty podczas Halowych Mistrzostw Świata w Lizbonie (2001). Zdobył halowe mistrzostwo Europy w Wiedniu 2002. Dwa razy uczestniczył w mistrzostwach Europy na otwartym stadionie. W Budapeszcie (1998) odpadł w eliminacjach, a w Monachium (2002) był czwarty. Dwukrotnie zwyciężał w superlidze PE (800 m - 2001, 2007), trzykrotnie był trzeci (800 m - 2002, 1500 m - 2002, 2005).
Sześciokrotnie zdobywał tytuł mistrza Polski:
- Bieg na 800 m - 1998, 2001, 2005, 2007 i 2008
- Bieg na 1500 m - 2002

Jest 3-krotnym halowym mistrzem Polski w biegu na 800 m (ostatnio w 2008) i aktualnym rekordzistą Polski na 800 m.
W trakcie swojej kariery reprezentował klub Lubusz Słubice. Był znany z bardzo mocnego finiszu. Kariera Czapiewskiego była często przerywana kontuzjami.

## Rekordy życiowe
Na stadionie
- bieg na 600 m - 1:17,24 s. (2002)
- bieg na 800 m - 1:43,22 s. (17 sierpnia 2001, Zurych) - rekord Polski, 9. wynik w historii europejskiej lekkoatletyki
- bieg na 1000 m - 2:17,22 s. (22 września 2002, Kraków) - 3. wynik w historii polskiej lekkoatletyki[2]
- bieg na 1500 m - 3:40,14 s. (2005)

W hali
- bieg na 800 m - 1:44,78 s. (3 marca 2002, Wiedeń) były rekord Polski[3], 10. wynik w historii światowej lekkoatletyki
- bieg na 1000 m - 2:19,00 s. (2001, były rekord Polski)
- bieg na 1500 m - 3:38,96 s. (2002, były rekord Polski) – 4. wynik w historii polskiej lekkoatletyki